# 999-9999
999-9999 (ต่อ - ติด - ตาย) è un film thailandese del 2002 diretto da Peter Manus.